# Темляково
Темля́ково (рос. Темляково) — село у складі Кетовського району Курганської області, Росія. Входить до складу Барабинської сільської ради.
Населення — 373 особи (2010, 380 у 2002).

## Видатні уродженці
- Чиркова Зінаїда Кирилівна — радянська письменниця, сценарист, режисер, Заслужений діяч мистецтв Молдови.